# جو شيهان
جو شيهان (بالإنجليزية: Joe Sheehan)‏ هو صحفي أمريكي، ولد في 26 فبراير 1971 في نيويورك في الولايات المتحدة.